# Oberkirch (Lucerna)
Oberkirch – miejscowość i gmina w środkowej Szwajcarii, w kantonie Lucerna, w okręgu Sursee. Leży nad jeziorem Sempachersee.

## Demografia
W Oberkirch mieszka 5 014 osób. W 2021 roku 11,5% populacji gminy stanowiły osoby urodzone poza Szwajcarią. 

## Transport
Przez teren gminy przebiegają drogi główne nr 2 i nr 23. 